# Бернар Бланше
Бернар Бланше (фр. Bernard Blanchet; нар. 1 грудня 1943, Сен-Марс-ла-Жай) — французький футболіст, що грав на позиції нападника. Виступав, зокрема, за клуб «Нант», а також національну збірну Франції. Триразовий чемпіон Франції. Володар Кубка французької ліги. Володар Суперкубка Франції.

## Клубна кар'єра
У дорослому футболі дебютував 1962 року виступами за команду «Нант», в якій провів дванадцять сезонів, взявши участь у 372 матчах чемпіонату. Більшість часу, проведеного у складі «Нанта», був основним гравцем атакувальної ланки команди. За цей час виборов титул володаря Суперкубка Франції.
Завершив ігрову кар'єру у команді «Лаваль», за яку виступав протягом 1974—1976 років.

## Виступи за збірну
1966 року дебютував в офіційних матчах у складі національної збірної Франції.
Загалом протягом кар'єри в національній команді, яка тривала 7 років, провів у її формі 17 матчів, забивши 5 голів.

## Титули і досягнення
- Чемпіон Франції (3):

«Нант»: 1964-1965, 1965-1966, 1972-1973
- Володар Кубка французької ліги (1):

«Нант»: 1964-1965
- Володар Суперкубка Франції (1):

«Нант»: 1965